# Episodi di The New Pope
La prima e unica stagione della serie televisiva The New Pope, composta da nove episodi, è stata trasmessa in prima visione assoluta sul canale satellitare italiano Sky Atlantic dal 10 gennaio al 7 febbraio 2020. Gli episodi sono stati inoltre trasmessi in simulcast sul canale Sky Cinema Uno.
Nel Regno Unito e Irlanda, The New Pope è andata in onda sul canale Sky Atlantic dal 12 gennaio al 9 febbraio 2020. In Francia, la serie è andata in onda sul canale Canal+ dal 13 gennaio al 3 febbraio 2020. Negli Stati Uniti, The New Pope è stata trasmessa sul canale via cavo HBO dal 13 gennaio al 9 marzo 2020. In Germania e Austria, la serie è andata in onda sul canale Sky Atlantic dal 20 febbraio al 19 marzo 2020.
| nº | Titolo originale | Prima TV originale |
| -- | ---------------- | ------------------ |
| 1  | Episode 1        | 10 gennaio 2020    |
| 2  | Episode 2        | 10 gennaio 2020    |
| 3  | Episode 3        | 17 gennaio 2020    |
| 4  | Episode 4        | 17 gennaio 2020    |
| 5  | Episode 5        | 24 gennaio 2020    |
| 6  | Episode 6        | 24 gennaio 2020    |
| 7  | Episode 7        | 31 gennaio 2020    |
| 8  | Episode 8        | 31 gennaio 2020    |
| 9  | Episode 9        | 7 febbraio 2020    |

## Episode 1
- Diretto da: Paolo Sorrentino
- Scritto da: Paolo Sorrentino, Umberto Contarello e Stefano Bises

### Trama
C’è bisogno di una nuova guida dato che Papa Pio XIII è in coma da diversi mesi ormai ed è Angelo Voiello a gestire questa delicata situazione proponendosi come suo sostituto a un gruppo di cardinali. Nel Conclave però le cose non vanno come aveva previsto e così fa eleggere Tommaso Viglietti, il frate confessore di Pio XIII e cardinale parecchio impacciato, col nome di Francesco II. Il Segretario di Stato, spalleggiato da Sofia Doubois (responsabile del marketing e della comunicazione del Vaticano) e da Monsignor Cavallo, è convinto di poter manovrare facilmente il nuovo pontefice il quale però, realizzando il potere conferitogli dal suo ruolo, è deciso a spogliare il Vaticano di ogni bene materiale, compresi i conti bancari, rendere pubblici i segreti della Chiesa e vuole anche deporre Voiello. Proprio mentre sta per aprire i caveau della Chiesa con l'aiuto dei suoi amici frati francescani, il Papa muore all'improvviso, colpito da un malore.

## Episode 2
- Diretto da: Paolo Sorrentino
- Scritto da: Paolo Sorrentino, Umberto Contarello e Stefano Bises

### Trama
La stampa pensa che dietro all'improvvisa morte di Francesco II ci sia Voiello. Il potente Segretario di Stato si reca in Inghilterra insieme a Sofia Dubois e ai cardinali Assente, Aguirre e Gutierrez per visitare Sir John Brannox (un aristocratico vanitoso e misterioso che, divenuto sacerdote cattolico, ha acquisito notorietà per le sue idee sulla "via media" per la Chiesa) e convincerlo ad accettare di diventare il nuovo Papa. L'operazione risulta complessa perché Brannox prende tempo per dare una risposta, facendosi desiderare.

## Episode 3
- Diretto da: Paolo Sorrentino
- Scritto da: Paolo Sorrentino, Umberto Contarello e Stefano Bises

### Trama
Brannox è lieto di accettare la candidatura a nuovo Papa, rinfacciando ai genitori malati di avergli sempre preferito il gemello Adam morto a venticinque anni, il quale era destinato alla carriera ecclesiastica che invece ha avuto lui. Brannox è eletto Papa quasi all'unanimità (tutti i cardinali votano per lui, tranne uno che vota invece Lenny Belardo) e decide di chiamarsi Giovanni Paolo III. Nel primo discorso alla folla auspica una Chiesa capace di ascoltare tutti senza pregiudizi. Ester riceve l'avviso di sfratto e non riesce a trovare soluzioni per mantenere il piccolo Pio. Una soluzione arriva da Fabiano, nuovo parrocchiano con cui inizia una relazione: Fabiano dice di conoscere un'anziana signora molto ricca della sua vecchia parrocchia, disposta a pagarla profumatamente per avere un rapporto sessuale con il figlio malato di sindrome di Ambras che tiene nascosto in casa. Disperata, Ester accetta e finisce per tirarsi indietro al momento di concedersi. La suora di clausura Caterina incontra Faisal, un rifugiato rimasto nascosto in Vaticano dopo la morte di Francesco II.

## Episode 4
- Diretto da: Paolo Sorrentino
- Scritto da: Paolo Sorrentino, Umberto Contarello e Stefano Bises

### Trama
Il Papa incontra il cantante Marilyn Manson, di cui è fan, il quale gli fa capire di non conoscerlo e di non sapere niente di Chiesa. Per aumentare la propria popolarità Brannox decide quindi di andare in visita al suo predecessore; accompagnato da Voiello e da tutto il suo staff, a Venezia Brannox riceve però una fredda accoglienza notando quanto sia ancora amato Belardo. Intanto in Vaticano le suore pressano monsignor Cavallo, fedelissimo di Voiello, e decidono di indire uno sciopero per reclamare gli stessi diritti degli uomini. Il Papa nomina come suo segretario personale il cardinale Spalletta e perciò Voiello si sente minacciato. Il nuovo governo italiano è deciso a eliminare molti privilegi e comunica al Papa di voler tagliare anche l'otto per mille alla Chiesa; Spalletta suggerisce perciò a Brannox di nominare il marito della Dubois a capo della struttura finanziaria del Vaticano. Fabiano si rivelerà un approfittatore e nel frattempo il prete che ospita Ester la molesta ogni sera, con il pretesto di verificare la castità della donna.

## Episode 5
- Diretto da: Paolo Sorrentino
- Scritto da: Paolo Sorrentino, Umberto Contarello e Stefano Bises

### Trama
Brannox incontra l'attrice Sharon Stone che gli regala le sue scarpe e con la quale discute del tanto discusso tema dei matrimoni gay. Mentre Voiello medita di agire contro Spalletta che lo vuole scalzare, la Dubois e il Papa sono sempre più in sintonia e concordano un'intervista esclusiva che potrà avere un grosso clamore. Intanto Radio 103 decide di trasmettere il respiro e i curiosi sospiri di Lenny Belardo che dopo diverso tempo all'improvviso sembra essere sul punto di risvegliarsi con la folla a Venezia in delirio.

## Episode 6
- Diretto da: Paolo Sorrentino
- Scritto da: Paolo Sorrentino, Umberto Contarello e Stefano Bises

### Trama
Sofia Dubois rivela a Voiello di aver scoperto che Spalletta, suo marito e il politico italiano Guicciardini frequentano una ragazza minorenne. Il Segretario di Stato porta a conoscenza del Papa queste informazioni. Spalletta si giustifica con il Papa spiegando di aver convinto, con l'aiuto del marito della Dubois, Guicciardini a fermare le proposte del governo italiano riguardanti il blocco dell'otto per mille e la tassazione degli immobili della Chiesa. Voiello aggiunge anche che il cardinale e il marito della Dubois hanno operato illecitamente servendosi di fondi del Vaticano ma il Papa lo spiazza chiedendogli di fare un passo indietro a favore del cardinale Assente. Brannox abbandona l'esclusiva intervista in diretta mondiale quando gli viene chiesto come intende procedere riguardo agli scandali sessuali interni a causa di una crisi d'astinenza, manifestando ai suoi la propria tossicodipendenza, fino al momento nota solo a Spalletta, che la usava come arma di ricatto. Ester, diventata ormai una prostituta per ragazzi con problemi avendo così la possibilità di guadagnare molti soldi, viene liquidata all'improvviso dall'anziana signora e questo la spinge a strangolarla fino a quasi ucciderla prima di scappare. Nel frattempo continuano gli strani segnali nella stanza di ospedale di Belardo, sempre più vicino al risveglio.

## Episode 7
- Diretto da: Paolo Sorrentino
- Scritto da: Paolo Sorrentino, Umberto Contarello e Stefano Bises

### Trama
Il Vaticano fa cessare le trasmissioni del respiro di Belardo facendo pensare ai suoi seguaci di aver staccato la spina. In realtà nessuno sa che Lenny si è risvegliato miracolosamente dal coma e che viene tenuto nascosto a casa del dottor Lindegard; qui, accontentando la moglie del cardiologo, chiede aiuto a Dio per guarire suo figlio che è affetto da distrofia miotica per la quale non si è mai alzato dal letto. Ester cerca il perdono e la pace e, insieme ai sostenitori di Pio XIII, si immerge nelle acque del Lido di Venezia. Nella Basilica di San Pietro intanto scoppia un ordigno che danneggia gravemente, tra le altre cose, La Pietà di Michelangelo; un egiziano e un siriano sarebbero stati subito arrestati ma viene criticato il silenzio del Papa e del nuovo Segretario di Stato Assente. Sofia Dubois, preoccupata dal comportamento del Papa, chiede aiuto a Voiello il quale, da pensionato quale ormai è, le suggerisce di “cavalcare” la debolezza di Brannox. Giovanni Paolo III, dopo l'attentato che ha ucciso il suo amato cane, si è chiuso in se stesso, è molto depresso, non si sente all'altezza e confessa le proprie colpe a Gutierrez. Lo stesso cardinale viene a sapere che Belardo è vivo ed è pronto a tornare in Vaticano.

## Episode 8
- Diretto da: Paolo Sorrentino
- Scritto da: Paolo Sorrentino, Umberto Contarello e Stefano Bises

### Trama
Il Cardinal Voiello, dopo aver discusso con Bauer dell'incapacità di Assente come Segretario di Stato, viene a sapere l'insospettabile segreto di Sir John. Gli attentati terroristici e il risveglio di Lenny spingono Giovanni Paolo III a rifugiarsi sulle Dolomiti, dove Sofia lo raggiunge per convincerlo a tornare. Intanto, in segreto Lenny Belardo fa il suo ritorno a Roma, dove incontra il fidato Gutierrez nella Basilica di San Pietro. Circondati da macerie morali e materiali, i due cercano una via d'uscita. Sarà Voiello, una volta di più, a indicarla. L'ex segretario di Stato, infatti, nel frattempo ha sancito una inaspettata alleanza con le suore in sciopero: è giunta l'ora che Pio XIII faccia la sua rivoluzione, dando pari diritti a uomini e donne nella Chiesa.

## Episode 9
- Diretto da: Paolo Sorrentino
- Scritto da: Paolo Sorrentino, Umberto Contarello e Stefano Bises

### Trama
Un gruppo di terroristi ha preso in ostaggio un prete e sei studenti a Ventotene. Questo evento spinge finalmente Lenny Belardo (Pio XIII) e Sir John Brannox (Giovanni Paolo III) al confronto. I due discutono della crisi della Chiesa. Intanto Lenny si rivela ai Cardinali, chiedendo loro di mantenere il segreto sul suo stato di salute, e dichiara il suo completo appoggio a Voiello e a Giovanni Paolo III. Nel frattempo, Brannox, segue i consigli di Lenny e minaccia i rapitori, utilizzando le parole di Belardo. Il Vaticano si trova sull'orlo di quella che sembra essere una Guerra Santa. Inaspettatamente la persona più vicina al Califfo si manifesterà a Voiello, confessandogli che tutti gli attentati non sono opera dei fondamentalisti islamici. Pio XIII decide di intervenire direttamente e di sbarcare direttamente a Ventotene, scoprendo che la donna che lo idolatrava e il suo seguito, compresa Ester, si erano resi protagonisti di questi orribili atti di violenza. Le donne vengono arrestate e gli ostaggi liberati. Giovanni Paolo III quindi prende una decisione cruciale: si farà da parte e lascerà il palcoscenico di San Pietro a Pio XIII. Nel suo primo discorso ai fedeli, Belardo abbraccia la via della moderazione di Sir John. È quella la via da seguire: la via media. Pio XIII scende per abbracciare la folla, fedele per fedele, ed è in questo momento che sono i fedeli stessi a sollevarlo di peso facendolo sfilare sopra le loro teste, sdraiato, con le braccia distese perpendicolarmente al corpo come se fosse in croce, sulle loro mani che lo muovono dal centro di piazza San Pietro fino al portale della basilica. Qui alcune suore danno ai fedeli il cambio sollevando il corpo di Belardo e portandolo presso la pietà di Michelangelo ai piedi della quale lo depongono scompostamente su un altare: Lenny è morto. Brannox si dimette e, nel conclave successivo, Voiello viene finalmente eletto nuovo pontefice.